# Tobias Preuss
Tobias Preuss (Berlin, 1988. augusztus 3. –) német válogatott vízilabdázó, a Spandau 04 játékosa.

## Nemzetközi eredményei
- Európa-bajnoki 11. hely (Belgrád, 2016)